# Auguste-Nicaise Desvaux
Auguste-Nicaise Desvaux (le prénom Augustin est parfois remplacé par Auguste) est un botaniste français, né à Poitiers le 28 août 1784 et mort à La Tour Bouton, à Angers le 12 juillet 1856, directeur du jardin botanique d’Angers puis de celui de Poitiers. Il ne doit pas être confondu avec le botaniste Émile Desvaux (1830-1854).

## Publications
On lui doit divers ouvrages, dont :
- Journal de Botanique, appliquée à l'Agriculture, à la Pharmacie, à la Médecine et aux Arts (1813-1815, 4 volumes).
- Observations sur les plantes des environs  d'Angers (1818).
- Flore de l'Anjou ou exposition méthodique des plantes du département de Maine et Loire et de l’ancien Anjou (1827).
- Traité général de botanique, Paris, 1838.